# Peter Vrisk
Peter Vrisk, slovenski inženir kmetijstva in politik, * 15. avgust 1961.
Od leta 1997 je član Državnega sveta Republike Slovenije.